# Montanaire
Montanaire (toponimo francese) è un comune svizzero di 2 494 abitanti del Canton Vaud, nel distretto del Gros-de-Vaud.

## Storia
Il comune di Montanaire è stato istituito il 1º gennaio 2013 con la fusione dei comuni soppressi di Chanéaz, Chapelle-sur-Moudon, Correvon, Denezy, Martherenges, Neyruz-sur-Moudon, Peyres-Possens, Saint-Cierges e Thierrens; capoluogo comunale è Thierrens.

### Simboli
Lo stemma comunale è stato adottato nel 2013. La quercia, ripresa dall'emblema di Chanéaz, ha 9 foglie e 9 ghiande, una per ciascuno dei vecchi comuni.

## Geografia antropica

### Frazioni
- Chanéaz[4]
- Chapelle-sur-Moudon[5]
  - La Combe
- Correvon[6]
- Denezy[7]
- Martherenges[8]
- Neyruz-sur-Moudon[9]
  - La Praire
  - Le Moulin Tardy
  - Les Rutannes
- Peyres-Possens[10]
  - Peyres
  - Possens
- Saint-Cierges[11]
  - Corrençon
  - Pré-de-Place
  - Solitude
- Thierrens[12]